# Brösarps landsfiskalsdistrikt
Brösarps landsfiskalsdistrikt var 1918–1964 ett landsfiskalsdistrikt i Kristianstads län, bildat när Sveriges indelning i landsfiskalsdistrikt trädde i kraft den 1 januari 1918, enligt beslut den 7 september 1917. Den 1 januari 1965 avskaffades i Sverige samtliga landsfiskaler och landsfiskalsdistrikt, och deras arbetsuppgifter delades upp på de nyskapade indelningarna polisdistrikt, åklagardistrikt och kronofogdedistrikt.
Landsfiskalsdistriktet låg under länsstyrelsen i Kristianstads län.

## Ingående områden
När Sveriges nya indelning i landsfiskalsdistrikt trädde i kraft den 1 januari 1952 (enligt kungörelsen 1 juni 1951) ändrades indelningen av distriktets ingående områden.

### Från 1918
Albo härad:
- Andrarums landskommun
- Brösarps landskommun
- Eljaröds landskommun
- Fågeltofta landskommun
- Ravlunda landskommun
- Rörums landskommun
- Sankt Olofs landskommun
- Södra Mellby landskommun
- Vitaby landskommun

### Från 1 januari 1952
- Brösarps landskommun
- Degeberga landskommun
- Kiviks landskommun